# Nicolás Guerra
Nicolás Bastián Guerra Ruz (* 9. Januar 1999 in Santiago) ist ein chilenischer Fußballspieler. Der Stürmer ist seit Februar 2025 chilenischer Nationalspieler.

## Karriere

### Verein
Nicolás Guerra begann mit neun Jahren beim Ableger von CD Cobreloa in seiner Heimatstadt Santiago und wechselte 2014 in die Jugend von Universidad de Chile. Im Juli 2017 debütierte er in der Profimannschaft von La U in der Copa Chile und wurde 2018 Stammspieler. Zur Saison 2021 wurde Guerra an Ñublense verliehen, nach der Leihe verpflichtete Ñublense ihn. Im Dezember 2022 gab Universidad de Chile Guerras Rückkehr zu La U bekannt.

### Nationalmannschaft
Guerra gewann mit der U20-Nationalmannschaft die Goldmedaille bei den Südamerikaspielen 2018 in Bolivien Zudem spielte er 2019 für die U23 beim Turnier von Toulon und 2020 beim olympischen Qualifikationsturnier.
In der A-Nationalmannschaft debütierte er im Februar 2025 beim Freundschaftsspiel gegen Panama und erzielte beim 6:1-Erfolg drei Treffer.

## Erfolge
Universidad de Chile
- Chilenischer Pokalsieger: 2024

Chile U20
- Südamerikaspiele: Goldmedaille 2018